# Eduard Bøckmann
Eduard Bøckmann, född 25 mars 1849 på Østre Toten, död 8 augusti 1927 i Saint Paul, Minnesota, var en norsk läkare.
Bøckmann blev student 1867 och candidatus medicinæ 1874. Omedelbart efter examen reste han utomlands för att studera ögonsjukdomar och efter hemkomsten bosatte han sig i Bergen, där han 1875 blev underläkare vid Lungegårdshospitalet och läkare vid Sankt Jørgen's hospital. Åren 1880–81 var han även läkare vid vårdstiftelsen för lepra nr. 1. 
Redan 1873 hade Bøckmann vunnit en av Kristiania universitets prismedaljer för avhandlingen Om Tonsillerne i anatomisk, fysiologisk og pathologisk Henseende och 1882 tog han doktorsgraden på avhandlingen Om den ved Trigeminusanæsthesi forekommende Hornhindelidelses Væsen og Aarsager. 
År 1886 lämnade Bøckmann Bergen och bosatte sig i Saint Paul i USA, där han verkade som hospitalsöverläkare, kirurg och ögonläkare. Utöver nämnda arbeten skrev han en rad avhandlingar om ögonsjukdomar, bland annat om ögonsjukdomar hos leprasjuka.